# Ruzizi
Der Ruzizi (französische Schreibweise Rusizi) ist der einzige Abfluss des ostafrikanischen Kiwusees, einer der Zuflüsse des Tanganjikasees und ist 168 km lang.

## Verlauf
Er entfließt dem Kiwusee an seinem Südende und bildet anschließend die Grenze der Demokratischen Republik Kongo (DR Kongo) zu Ruanda, dann zwischen der DR Kongo und Burundi. Der Ruzizi fließt auf diesen Landesgrenzen parallel zur langgestreckten Zentralafrikanischen Schwelle und innerhalb des Ostafrikanischen Grabenbruchs in Richtung Süden. Innerhalb dieses Grabenbruchs befindet sich eine langgestreckte Seenkette, die durch Flussläufe verbunden ist. Der Ruzizi mündet in den Tanganjikasee. 
Acht Kilometer vor seiner Einmündung teilt er sich in zwei Arme. Der schmalere westliche Arm trägt nur ein Zehntel der Gesamtwassermenge in den See ein, bildet aber die Grenze zum Kongo. Der breitere östliche Teil ist der Hauptzufluss des Sees.

## Hydrometrie
Durchschnittliche monatliche Durchströmung des Ruzizi gemessen an der Mündung in m³/s (Werte aus Diagramm abgelesen).

## Energiegewinnung
Am Ausfluss des Kiwusees wurde bereits 1958 zur Elektrizitätsgewinnung ein Stauwehr errichtet, welches auch Auswirkung auf die Wasserhöhe des Sees hat. Das Kraftwerk Ruzizi I liefert über die Unterstation Mururu Strom nach Bubanza und Kigoma. Bei optimaler Auslastung wird die Anlage auf 148 GWh jährlich geschätzt. Das Kraftwerk Ruzizi II kam 1989 hinzu. Beide Kraftwerke werden von einer trinationalen Firma unter Beteiligung der Anrainerstaaten betrieben. Da die Stromproduktion nicht ausreicht, um die umliegenden Gebiete zu versorgen, ist ein drittes Kraftwerk, Ruzizi III, 25 km flussabwärts geplant.